# New Adventures in Hi-Fi
New Adventures in Hi-Fi ist das zehnte Studioalbum der US-amerikanischen Alternative-Rock-Band R.E.M. Es erschien im September 1996 und ist das letzte Album in ihrer Originalbesetzung; Schlagzeuger Bill Berry verkündete im Jahr 1997 seinen Ausstieg.

## Entstehung und Veröffentlichung
Die Erstveröffentlichung von New Adventures in Hi-Fi erfolgte am 9. September 1996 bei Warner Bros. Records. Das Album erschien in seiner Originalausführung als CD (Katalognummer: 9362-46320-2) und LP (Katalognummer: 9362-46320-1) mit 14 Titeln. Das Cover und Artwork des Albums sind durchgängig in schwarz-weiß gestaltet. Die Fotografien zeigen vor allem Landschaften, teilweise in unscharfen Einstellungen.
Geschrieben und produziert wurden alle Lieder gemeinsam von den R.E.M.-Mitgliedern Bill Berry, Peter Buck, Mike Mills und Michael Stipe. Bei der Produktion erhielt die Band Unterstützung durch Scott Litt, der bereits die vorherigen fünf R.E.M.-Alben produziert hatte. Die Lieder entstanden dabei größtenteils auf der Welttournee, die die Band nach Veröffentlichung des Vorgängeralbums Monster im Jahr 1995 unternahm. Die Musiker nutzten die Soundchecks vor den Konzerten um neue Lieder zu entwickeln. Jeder Titel wurde mitgeschnitten, so dass am Ende der Tournee viele Stunden Material vorlagen. Einige Titel wurden direkt von der Liveaufnahme des Soundchecks auf das Album übernommen. Die abschließende Produktion des Albums, wo auch einige Lieder neu aufgenommen wurden, fand im Bad Animals Studio in Seattle statt. Bei dem Stück E-Bow the Letter übernahm Stipes Idol Patti Smith den Begleitgesang.

## Inhalt und Stil
Auf New Adventures in Hi-Fi befinden sich Rocksongs, die in einem ähnlichen Stil gehalten sind wie der Großteil des vorangegangenen Albums Monster (The Wake-Up Bomb, Departure, Binky the Doormat). Jedoch sind mit dem Titel Electrolite, der Ballade Be Mine oder dem Instrumental-Stück Zither auch ruhigere Lieder vertreten.
Wie bereits die Entstehungsgeschichte und das Cover andeuten, behandeln die Lieder vor allem die Motive der Reise und des Unterwegsseins, aber auch die damit einhergehenden Themen der Veränderung oder des Verlusts. Stipe selbst sagte, dass einige Liedtexte ihm während einer Busfahrt oder während eines Fluges eingefallen seien.

## Titelliste
1. How the West Was Won and Where It Got Us – 4:30
2. The Wake-Up Bomb – 5:07
3. New Test Leper – 5:25
4. Undertow – 5:08
5. E-Bow the Letter – 5:22 (feat. Patti Smith)
6. Leave – 7:17
7. Departure – 3:27
8. Bittersweet Me – 4:06
9. Be Mine – 5:32
10. Binky the Doormat – 5:00
11. Zither – 2:33
12. So Fast, So Numb – 4:11
13. Low Desert – 3:30
14. Electrolite – 4:05

## Singleauskopplungen
| Jahr | Titel            | Höchstplatzierung, Gesamtwochen, AuszeichnungChartplatzierungen (Jahr, Titel, , Platzierungen, Wochen, Auszeichnungen, Anmerkungen) | Höchstplatzierung, Gesamtwochen, AuszeichnungChartplatzierungen (Jahr, Titel, , Platzierungen, Wochen, Auszeichnungen, Anmerkungen) | Höchstplatzierung, Gesamtwochen, AuszeichnungChartplatzierungen (Jahr, Titel, , Platzierungen, Wochen, Auszeichnungen, Anmerkungen) | Höchstplatzierung, Gesamtwochen, AuszeichnungChartplatzierungen (Jahr, Titel, , Platzierungen, Wochen, Auszeichnungen, Anmerkungen) | Höchstplatzierung, Gesamtwochen, AuszeichnungChartplatzierungen (Jahr, Titel, , Platzierungen, Wochen, Auszeichnungen, Anmerkungen) | Anmerkungen                                             |
| Jahr | Titel            | DE | AT | CH | UK | US | Anmerkungen                                             |
| ---- | ---------------- | --- | --- | --- | --- | --- | ------------------------------------------------------- |
| 1996 | E-Bow the Letter | DE65 (7 Wo.)DE | AT27 (5 Wo.)AT | CH22 (1 Wo.)CH | UK4 (6 Wo.)UK | US49 (9 Wo.)US | Erstveröffentlichung: 27. August 1996 feat. Patti Smith |
| 1996 | Bittersweet Me   | DE93 (4 Wo.)DE | — | — | UK19 (5 Wo.)UK | US46 (12 Wo.)US | Erstveröffentlichung: 5. November 1996                  |
| 1996 | Electrolite      | DE83 (4 Wo.)DE | — | — | UK29 (2 Wo.)UK | US96 (2 Wo.)US | Erstveröffentlichung: 2. Dezember 1996                  |

## Rezeption
New Adventures in Hi-Fi erhielt überwiegend positive Kritiken; Nick Reynolds von der BBC bezeichnete es nachträglich als sehr gut, sogar als das letzte großartige R.E.M.-Album. Mark Kemp lobte die Spontaneität der Entstehung und nannte es in der US-Ausgabe des Rolling Stone das ambitionierteste Werk der Band.

## Kommerzieller Erfolg

### Chartplatzierungen
| ChartsChartplatzierungen       | Höchstplatzierung | Wochen |
| ------------------------------ | ----------------- | ------ |
| Deutschland (GfK)              | 1 (26 Wo.)        | 26     |
| Österreich (Ö3)                | 1 (16 Wo.)        | 16     |
| Schweiz (IFPI)                 | 1 (14 Wo.)        | 14     |
| Vereinigte Staaten (Billboard) | 2 (22 Wo.)        | 22     |
| Vereinigtes Königreich (OCC)   | 1 (23 Wo.)        | 23     |

| ChartsJahrescharts (1996)    | Platzierung |
| ---------------------------- | ----------- |
| Deutschland (GfK)            | 34          |
| Österreich (Ö3)              | 16          |
| Schweiz (IFPI)               | 50          |
| Vereinigtes Königreich (OCC) | 33          |

### Auszeichnungen für Musikverkäufe
| Land/Region                  | Auszeichnungen für Musikverkäufe (Land/Region, Auszeichnung, Verkäufe) | Verkäufe  |
| ---------------------------- | ---------------------------------------------------------------------- | --------- |
| Australien (ARIA)            | Gold                                                                   | 35.000    |
| Belgien (BRMA)               | Gold                                                                   | (25.000)  |
| Deutschland (BVMI)           | Gold                                                                   | (250.000) |
| Europa (IFPI)                | Platin                                                                 | 1.000.000 |
| Kanada (MC)                  | 2× Platin                                                              | 200.000   |
| Neuseeland (RMNZ)            | Platin                                                                 | 15.000    |
| Norwegen (IFPI)              | Gold                                                                   | (25.000)  |
| Österreich (IFPI)            | Gold                                                                   | (25.000)  |
| Schweden (IFPI)              | Gold                                                                   | (40.000)  |
| Schweiz (IFPI)               | Gold                                                                   | (25.000)  |
| Spanien (Promusicae)         | Gold                                                                   | (50.000)  |
| Vereinigte Staaten (RIAA)    | Platin                                                                 | 1.000.000 |
| Vereinigtes Königreich (BPI) | Platin                                                                 | (300.000) |
| Insgesamt                    | 8× Gold · 6× Platin ·                                                  | 2.250.000 |

Hauptartikel: R.E.M./Auszeichnungen für Musikverkäufe